# مائوریتسیو لوپی
مائوریتسیو لوپی (انگلیسی: Maurizio Lupi؛ زادهٔ ۳ اکتبر ۱۹۵۹) یک سیاست‌مدار اهل ایتالیا است.